# Graafschap Diepholt
Het graafschap Diepholz (Nedersaksisch en vroeger Nederlands Diepholt) was een tot de Nederrijns-Westfaalse Kreits behorend graafschap binnen het Heilige Roomse Rijk.

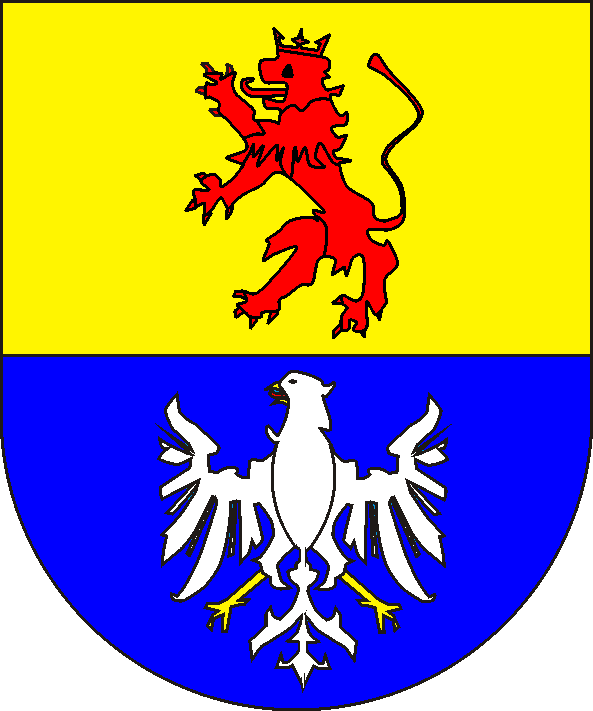
graafschap Diepholz

Tussen 1120 en 1160 wordt de burcht gebouwd door een adellijk geslacht. Als naam voor deze familie wordt Diepholz voor het eerst in 1160 vermeld.
De edele heren van Diepholz bereiken met Jan III(1377-1422) het hoogtepunt van hun macht. Onder zijn bewind ontstaat er ook een stad Diepholz.
In 1512 draagt de heer het bezit als leen aan het Rijk op.
Op 10 jumi 1517 geeft keizer Maximiliaan I aan hertog Hendrik de Middelste van Brunswijk-Lüneburg het opvolgingsrecht bij uitsterven van de heren, nadat de heren een erfverdrag met Brunswijk hebben afgesloten.
Op 26 oktober 1521 draagt Frederik I Auburg, Wagenfeld en de Wagenfelder Ströhen als leen op aan de landgraaf van Hessen.
In 1531 worden ze leenman van de hertog van Brunswijk-Lüneburg.
In 1531 noemt Jan VI zich graaf.
In 1553 maakt de graaf aanspraken op het graafschap Bronckhorst op grond van het huwelijk van Otto met Hedwig van Bronckhorst-Borculo.
In 1585 sterft de familie uit en komt het ambt Auburg, bij Wagenfeld, aan het Landgraafschap Hessen-Kassel  en de ambten Diepholz en Lemförde aan het hertogdom Brunswijk-Celle. De landgraaf van Hessen schenkt Auburg aan een buitenechtelijke zoon, die de stamvader wordt van de vrijheren van Cornberg.
In 1665 wordt het graafschap toebedeeld aan het hertogdom Brunswijk-Calenberg (Ernst August, bisschop van Osnabrück en later keurvorst van Hannover). Het graafschap volgt dan verder de geschiedenis van Brunswijk-Calenberg en gaat uiteindelijk in 1723 over in het keurvorstendom Hannover.
Op 18 augustus 1807 wordt het grootste deel van het graafschap bij het koninkrijk Westfalen gevoegd, dat het 10 december 1810 weer moet afstaan aan het keizerrijk Frankrijk.
Het Congres van Wenen in 1815 restaureert de oude toestand in 1815 zodat het graafschap deel gaat uitmaken van het koninkrijk Hannover. Uiteindelijk staat in 1816 het keurvorstendom Hessen-Kassel het ambt Auburg aan af aan het koninkrijk Hannover en kan het gebied herenigd worden.
Administratief gaat het in 1823 één geheel vormen met het voormalige graafschap Hoya.

## Gebied
Ambt Diepholz: voogdijen Barnstorf en Drebber
Ambt Lemförde: Lemförde met acht dorpen

## Regenten
| regering    | naam        | geboren   | overleden | familie        |
| ----------- | ----------- | --------- | --------- | -------------- |
| 1426-1473   | Otto        | voor 1420 | 1473      |                |
| 1473-1510   | Rudolf VII  | voor 1471 | na 1510   | zoon           |
| 1510-1545   | Jan V       | voor 1493 | na 1545   | zoon           |
| 1529-1560   | Rudolf VIII | 1524      | 4-10-1560 | zoon van broer |
| 1561-1583/5 | Frederik II | 6-6-1556  | 21-9-1585 | zoon           |